# Hajós-Baja
Hajós-Baja est une région viticole hongroise située dans le comitat de Bács-Kiskun autour de la ville de Baja.